# NGC 7047
NGC 7047 је спирална галаксија у сазвежђу Водолија која се налази на NGC листи објеката дубоког неба.
Деклинација објекта је - 0° 49' 35" а ректасцензија 21h 16m 27,4s. Привидна величина (магнитуда) објекта NGC 7047 износи 13,4 а фотографска магнитуда 14,2. NGC 7047 је још познат и под ознакама UGC 11712, MCG 0-54-10, CGCG 375-23, IRAS 21138-0102, PGC 66461.